# Змајевац (Цазин)
Змајевац је насељено мјесто у граду Цазину, Босна и Херцеговина.

## Историја
Змајевац је настао 1991. године издвајањем дијела из насеља Бајрићи.

## Становништво
|         | 2013.        | 1991.         |
| Укупно  | 439 (100,0%) | 377 (100,0%)  |
| Бошњаци | 439 (100,0%) | 375 (99,47%)1 |
| Остали  | –            | 2 (0,531%)    |

1. 1 На пописима од 1971. до 1991. Бошњаци су пописивани углавном као Муслимани.